# Amed Rosario
German Amed Rosario Valdez (Santo Domingo, 20 novembre 1995) è un giocatore di baseball dominicano, interbase per i Tampa Bay Rays della Major League Baseball.

## Minor League (MiLB)
Nel luglio 2012, a soli sedici anni, Rosario firma un contratto come free agent internazionale con i New York Mets, per la cifra record di 1,75 milioni di dollari, la più alta mai pagata dai Mets per un contratto di questo tipo.
Il suo cammino nelle leghe minori statunitensi, con le squadre affiliate ai New York Mets, comincia nel 2013 dai Kingsport Mets, in rookie advanced league. Nella stagione 2014 viene promosso nei Brooklyn Cyclones (classe A–) e poi, da settembre, nei Savannah Sand Gnats (A).
Nei due anni successivi, Rosario si alterna fra i St. Lucie Mets (A+) e i Binghamton Mets (AA). La svolta arriva nel 2016, anno culminato con la prima selezione all’All-Star Futures Game, l’all-star game della Minor League. Al termine della stagione – chiusa con una media battuta di .324, 5 fuoricampo, 71 punti battuti a casa e 19 basi rubate su 479 turni di battuta validi – Rosario viene nominato, insieme a Brandon Nimmo, miglior giocatore dei Mets nelle leghe minori, ed è inoltre inserito nel roster allargato della prima squadra.

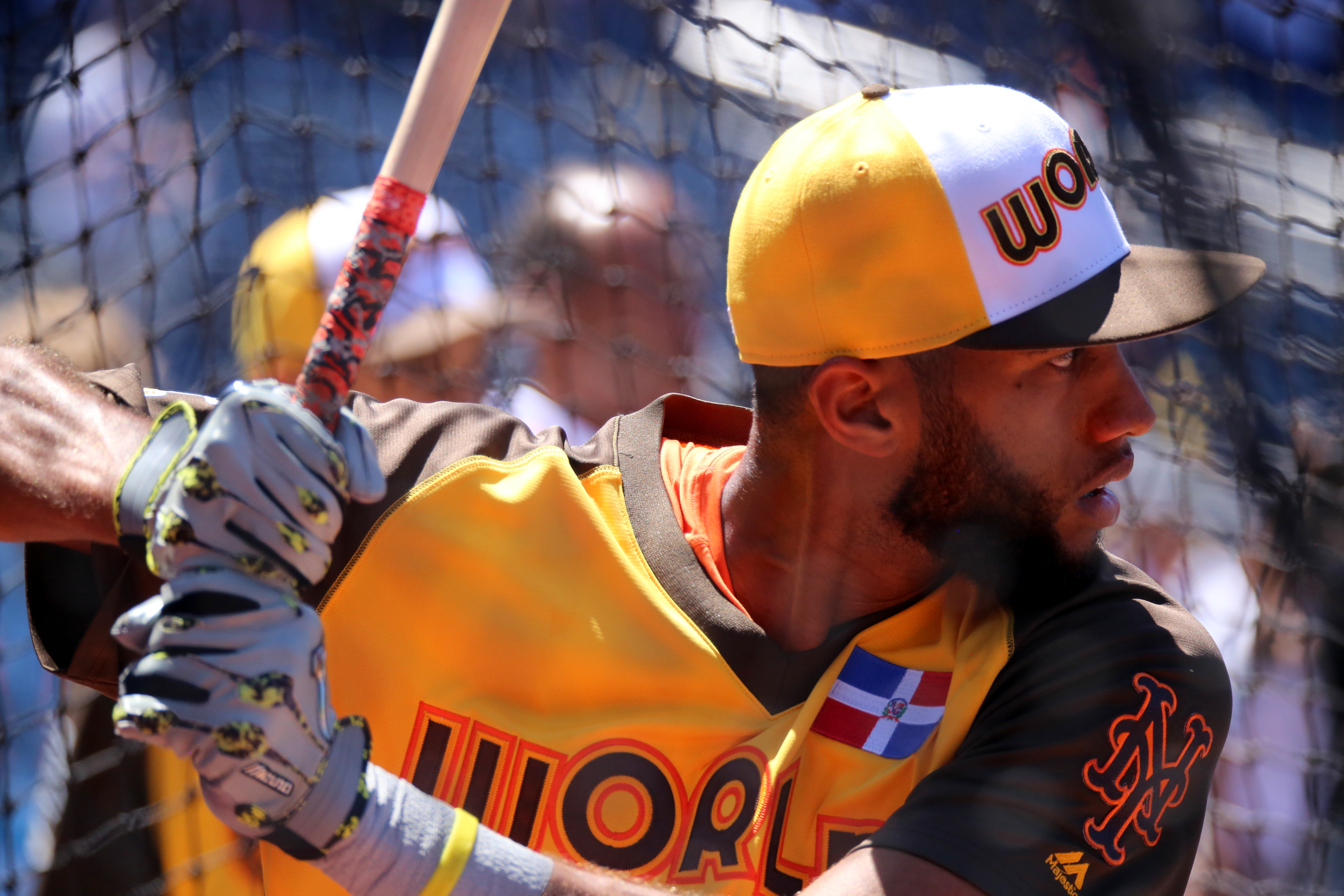
Rosario a San Diego per l’All-Star Futures Game del 2016

Dopo un ottimo inizio di 2017 in triplo A con i Las Vegas 51s, e una nuova partecipazione all’All-Star Futures Game, il giocatore dominicano viene promosso in Major League dai Mets, che ne annunciano ufficialmente la promozione il 31 luglio. Fino a quella data, con i 51s, Rosario vanta una media battuta di .328, con 7 fuoricampo, 58 punti battuta a casa e 19 basi rubate su 393 turni di battuta.
La media battuta complessiva nelle leghe minori, fino al momento della promozione, è invece di .291, con 205 punti battuti a casa, 17 fuoricampo e 60 basi rubate su 1775 turni di battuta: numeri che, insieme alla buona efficacia difensiva, al momento del debutto in Major League gli valgono la qualifica di secondo miglior prospetto della lega, dietro solo al coetaneo Yoan Moncada, interno cubano dei Chicago White Sox.

## Major League (MLB)

### New York Mets (2017-2020)
Il debutto in Major League avviene il 1º agosto 2017 al Coors Field di Denver, nella sconfitta per 5-4 contro i Colorado Rockies. Rosario, schierato come interbase titolare, conclude la partita con 1-4 nel box di battuta, uno strikeout e due corridori lasciati in base. Ottiene la prima valida in Major League all’ottavo inning, battendo un singolo contro il rilievo dei Rockies Scott Oberg e arrivando in seconda base su un’assistenza sbagliata dell’interbase avversario Trevor Story. Nell’occasione raggiunge la prima base in 4,04 secondi correndo alla velocità di 9,3 metri/secondo. Il giorno seguente, nel quinto inning della partita vinta per 10-5 contro i Rockies, fa registrare il primo punto battuto a casa, grazie a un triplo sul partente Tyler Chatwood con cui spedisce in casa base il compagno Curtis Granderson, e poi il primo punto personale sul successivo turno in battuta di Travis d’Arnaud. Nell'ultimo match della serie, vinto ancora per 5-4 dai Rockies, conferma le sue ottime doti da velocista con un nuovo triplo al quinto inning sul partente Germán Márquez. Nell'occasione raggiunge la terza base in soli 11,32 secondi (8,8 metri/secondo): è il triplo più veloce per un giocatore dei Mets dal 2015, anno di introduzione delle rilevazioni statistiche Statcast. L’11 agosto, con il suo primo fuoricampo in MLB, ottenuto al nono inning sul closer Hector Neris, regala ai Mets la vittoria per 7-6 in casa dei Philadelphia Phillies. Chiude la stagione d’esordio con 248 di media battuta, 4 fuoricampo, 16 punti battuti a casa e 7 basi rubate su 165 turni di battuta. In difesa fa registrare 6 errori in 374.2 inning.

### Cleveland Indians
Il 7 gennaio 2021, i Mets scambiarono Rosario, Andrés Giménez, Josh Wolf e Isaiah Greene con i Cleveland Indians per Carlos Carrasco e Francisco Lindor.

## Palmarès
- (2) Futures Game Selection (2016, 2017)
- (1) MiLB.com Organization All-Star (2016)
- (1) Mid-Season All-Star della Pacific Coast League (2017)
- (1) Mid-Season All-Star della Florida State League (2016)
- (1) Mid-Season All-Star della New York-Penn League (2014)